# Longue Marche 4
Longue Marche 4 (en chinois Chang Zheng 4) ou CZ-4 est une famille de lanceurs de la république populaire de Chine développée à partir du lanceur Longue Marche 2 utilisée pour lancer les satellites météorologiques et d'observation en orbite héliosynchrone. Le premier lancement remonte à 1988. Dans sa version la plus puissante il peut lancer 2,9 tonnes en orbite héliosynchrone. Il comporte 3 étages qui sont tous propulsés par des moteurs-fusées consommant un mélange d'ergols stockables peroxyde d'azote et UDMH. Il est développé par l'établissement SAST de Shanghai à partir du lanceur Feng Bao 1 initialement pour fournir une solution de repli au cas où le développement du moteur fonctionnant à l'hydrogène et l'oxygène liquide du Longue Marche 3 aurait échoué.

## Versions

### 4/4A
Le lanceur est développé au début des années 1980 par l'établissement SAST de Shanghai à partir du lanceur Feng Bao 1, quasiment identique au Longue Marche 2, en ajoutant un troisième étage propulsé par les mêmes ergols que les deux premiers étages. Cette évolution est également considérée à l'époque comme une solution de secours au cas où le développement du moteur oxygène liquide/hydrogène liquide du lanceur pour satellites géostationnaires Longue Marche 3 échouerait. Baptisé initialement Longue Marche 2B, il est rebaptisé par la suite Longue Marche 4 et forme une nouvelle famille destinée à lancer les satellites en orbite héliosynchrone depuis la base de lancement de Taïyuan. Le premier lancement a eu lieu en 1988 mais il est rapidement retiré du service et remplacé par la version 4B nettement plus performante.

### 4B
Cette version est optimisée par rapport à la 4/4A qu'elle remplace complètement lorsqu'elle apparait en 1999. La charge utile en orbite héliosynchrone passe à 2,3 tonnes. De nouvelles coiffes sont disponibles.

### 4C
Cette version, dont le premier lancement remonte à 2006, se différencie essentiellement par un moteur de troisième étage réallumable qui permet, grâce à un profil de vol optimisé, de faire passer la charge utile en orbite héliosynchrone à 2,9 tonnes. De nouvelles coiffes sont disponibles.

## Caractéristiques techniques
Dans toutes ses versions le lanceur a un diamètre de 3,35 m (hors propulseurs d'appoint) et comporte trois étages. Le premier étage est propulsé par quatre moteurs-fusées YF-21 montés sur cardan ayant une poussée totale comprise de 296 tonnes consommant un mélange d'ergols stockables mais toxiques peroxyde d'azote et UDMH. Le second étage est propulsé par un moteur-fusée non orientable YF-24 de 71 à 74 tonnes utilisant les mêmes ergols. Les changements d'orientation de l'étage sont pris en charge par quatre moteurs verniers YF-23 de 4,7 tonnes de poussée. Le troisième étage est propulsé par deux moteurs-fusées YF-40 utilisant les mêmes ergols et montés sur un cardan ayant une poussée globale de 10 tonnes dans le vide. Les différences entre les versions portent essentiellement sur les performances du troisième étage et les coiffes disponibles. Plusieurs coiffes sont proposées en fonction des versions. Le tirs des lanceurs Longue Marche 4 sont tous effectués depuis le centre spatial de Taïyuan (un tir a toutefois eu lieu depuis Jiuquan).
|                             | 4/4A                                               | 4B                                                 | 4C                                                           |
| --------------------------- | -------------------------------------------------- | -------------------------------------------------- | ------------------------------------------------------------ |
|                             |                                                    |                                                    |                                                              |
| 1er lancement               | 1988                                               | 1999                                               | 2006                                                         |
| Vols/échecs                 | 2/0                                                | 29/1                                               | 20/1                                                         |
| Statut                      | Retiré (1990)                                      | En production                                      | En production                                                |
| Utilisation                 | Satellites en orbite héliosynchrone                | Satellites en orbite héliosynchrone                | Satellites en orbite héliosynchrone                          |
| Charge utile                | orbite héliosynchrone : 1,5 t orbite basse : 4,6 t | orbite héliosynchrone : 2,3 t orbite basse : 4,8 t | orbite héliosynchrone : 2,9 t orbite basse : 4,2 t           |
| Caractéristiques techniques |                                                    |                                                    |                                                              |
| Masse                       | 250,85 t                                           | 251,2 t                                            | 252 t                                                        |
| Hauteur                     | 41,9 m                                             | 45,47 m                                            | 46,97 m                                                      |
| 1er étage                   | 194,2 t 4 × YF-21B                                 | 193,1 t 4 × YF-21B/C                               | 193,1 t 4 × YF-21C                                           |
| 2e étage                    | 39,55 t YF-24F                                     | 39,5 t. YF-24B/C                                   | 39,5 t YF-24C                                                |
| 3e étage                    | 15,2 t 2 × YF-40A                                  | 15,5 t. 2 × YF-40B                                 | 15,5 t 2 × YF-40B-rs                                         |
| Coiffe                      | 4,91 × 2,9 m                                       | type A 7,28 × 2,9 m type B 8,48 × 3,35 m.          | type A 8,48 × 3,8 m type B 9,98 × 3,8 m type C 11,74 × 3,8 m |